# Prilhão
Prilhão é uma pequena aldeia no centro de Portugal, situada entre as freguesias de Vilarinho e de Serpins, no concelho da Lousã. Conta com cerca de 100 habitantes e muitos dos habitantes da aldeia são emigrantes, que lá passam habitualmente as suas férias.
Era servida até 2010 pelo apeadeiro Prilhão-Casais, da linha de caminho de ferro do Ramal da Lousã.

## Património
- Fonte de Baixo
- Capela de Nossa Senhora da Ajuda (Vilarinho)
- Clube
- Escola Primária

## Festa do Prilhão
Todos os anos é realizada a festa do Prilhão, que tem lugar no largo do Clube. Nesta festa, que costuma acontecer no terceiro fim de semana de Agosto, há comes e bebes típicos da região, uma procissão que atravessa a povoação, muita música, jogos típicos e o jogo de futebol Casados contra Solteiros.